# Friedrich von Basse
Friedrich „Fritz“ Wilhelm von Basse (* 16. März 1893 in Hagen; † 17. Juli 1972 in Oberhausen) war ein deutscher Regierungsbeamter, Mitwisser des Widerstandes um das Attentat vom 20. Juli 1944 auf Adolf Hitler, Oberbürgermeister in Weißenfels und der Lutherstadt Wittenberg, Landtagsabgeordneter in Sachsen-Anhalt, Dozent an den Universitäten Leipzig und Halle.

## Leben
Er wurde als Sohn des damaligen Landrats Paul von Basse aus dem Adelsgeschlecht derer von Basse geboren. Nach Besuch der Vorschule in Marienwerder kam er auf das Gymnasium in Hildesheim, wohin sein Vater 1902 als Oberregierungsrat versetzt worden war. 1911 bestand von Basse die Reifeprüfung und studierte dann an den Universitäten Heidelberg, München und Göttingen Rechtswissenschaft und Nationalökonomie. Zu Beginn seines Studiums wurde er Mitglied des Corps Vandalia Heidelberg. Im September 1914 bestand er die Referendarprüfung. Von August 1914 bis Dezember 1918 war er im Heeresdienst, seit 1915 als Leutnant der Reserve. Am 1. Januar 1919 begann er eine Tätigkeit als Referendar, bestand im August 1921 das Regierungsassessorexamen und wurde als Assessor in die Regierung des Regierungsbezirks Aurich versetzt. Nach Beschäftigung im preußischen Ministerium des Innern (Kommunalabteilung), beim Landratsamt in Hagen und der Regierung des Regierungsbezirks Münster kam er 1925 zunächst kommissarisch als Landrat nach Schmalkalden, wo er nach Bestätigung 1926 bis 1931 blieb. Am 1. Juli 1931 wurde er Vizepräsident des Regierungsbezirks Oppeln. Im August  1932 wurde er durch von Papen zwangsbeurlaubt und 1933 auf Grund des § 4 des Berufsbeamtengesetzes entlassen. Von Basse war 1930 in die SPD eingetreten und damit für die neuen Machthaber nicht mehr tragbar. Der Bezirk Oberschlesien hatte ihn 1933 zum SPD-Parteitag delegiert, der aber auf Grund der neuen politischen Situation nicht mehr stattfand. Am 1. April 1933 verzog Friedrich von Basse mit seiner Familie (Frau und zwei Kinder) nach Berlin. Da er keine Erwerbstätigkeit finden konnte, trieb er eingehende Studien auf den Gebieten Politische Ökonomie, Soziologie, Geschichte und Kartellrecht. Anfang 1941 fand er durch Vermittlung eines Bekannten eine Anstellung bei der Wirtschaftsgruppe Elektroindustrie der Reichswirtschaftskammer, wo er bis 1945 blieb.
In Berlin hatte Friedrich von Basse Kontakte vor allem zu den in vielfältiger Weise freundschaftlich verbundenen  Ernst von Harnack und Julius Leber. Über die beiden fand er auch den Zugang zum Widerstandskreis Beck, Goerdeler, Stauffenberg und von der Schulenburg. Weil man in den letzten Abend- und Nachtstunden des 20. Juli alle erreichbaren Dokumente des Staatsstreichversuchs verbrannte, fand die Gestapo keine Unterlagen, die auf den Namen von Basses hinwiesen. Somit blieb er in Freiheit. Nach dem Krieg, im Juni 1945, trat er in die Abteilung Wirtschaft des Magistrats von Berlin unter Stadtrat Hermann Landwehr ein. Am 15. August 1945 wurde er zum Oberbürgermeister in Weißenfels bestellt und ging am 1. Februar 1947 in gleicher Eigenschaft nach Lutherstadt Wittenberg, wo er bis zum 31. Dezember 1950 blieb. Seit dem 15. Januar 1951 war er als stellvertretender Leiter der Landesfinanzdirektion Sachsen-Anhalt tätig. Bei den Landtagswahlen in der SBZ 1946 wurde er nach der Zwangsvereinigung von SPD und KPD zur SED für die SED zum Mitglied des Landtages Sachsen-Anhalt in der ersten Wahlperiode gewählt.
Im September 1952 übernahm von Basse eine Dozentur an der Universität Leipzig für das Fach „Staat und Recht“. Auf eigenen Wunsch wechselte er im April 1953 von der Universität Leipzig zur Universität Halle-Wittenberg und übernahm dort das gleiche Fach. Allerdings gab es von der „Kaderabteilung“ der Universität Halle-Wittenberg gegen diese Umberufung und Wahrnehmung einer vollen Dozentur erhebliche Bedenken. Der Grund dafür war, dass seine Tochter und sein Schwiegersohn in die Bundesrepublik Deutschland geflüchtet waren. Einen besonderen Befürworter seiner Dozentur fand v. Basse in dem damaligen Dekan der Wirtschaftswissenschaftlichen Fakultät der Universität Leipzig, Fritz Behrens. Er zählte zeitweise zu den DDR-Oppositionellen jener Zeit. Vor allem in der Partei- und Hochschulintelligenz mehrten sich kritische Stimmen, die eine entschiedenere Distanzierung vom Personenkult und größere Meinungs- und Wissenschaftsfreiheit forderten. Mit Wirkung vom 1. September 1958 in seinem 65. Lebensjahr wurde Friedrich von Basse pensioniert.

## Schriften
- Grundfragen des Beamtenrechts, bes. d. preuss. Kommunalbeamtenrechts, C. A. Weller, Berlin 1931.
- Die Anordnungen der Wirtschaftsgruppe Elektroindustrie als Reichsstelle für elektrotechnische Erzeugnisse: Bewirtschaftung elektrotechnischer Erzeugnisse, Sammelwerk mit ergänzenden Nachlieferungen, Lutzeyer, 1943.